# Ryoyu Utiyama
Ryoyu Utiyama, auch Uchiyama, (* 28. August 1916 in Takajo-machi, Shizuoka; † 1990) war ein japanischer theoretischer Physiker.
Utiyama machte 1940 seinen Abschluss an der Universität Osaka und wurde dort 1951 in Physik promoviert. Sein Doktorvater war Minoru Kobayashi. 1954 bis 1956 war er am Institute for Advanced Study. Damals befasste er sich mit theoretischer Elementarteilchenphysik und Quantengravitation. Er war ab 1942 Lecturer, ab 1945 Assistenzprofessor und ab 1955 Professor an der Universität Osaka und war zeitweise Dekan für Naturwissenschaften.
Ryoyu Utiyama ist einer der Urheber von nichtabelschen Eichfeldtheorien (Yang-Mills-Theorien), etwa zur selben Zeit (1954) wie Ronald Shaw in Cambridge. Wie Shaw zögerte er mit der Publikation und C. N. Yang und Robert L. Mills kamen ihnen zuvor (sie entwickelten die Yang-Mills-Theorie 1953 und veröffentlichten 1954).  Ausgehend von der Formulierung der Allgemeinen Relativitätstheorie (ART) mit Tetraden erkannte er, dass Elektromagnetismus und Gravitation und möglicherweise alle Wechselwirkungen differentialgeometrisch formulierbar wären mit einem Zusammenhang der einem Eichfeld zu einer bestimmten Liegruppe entspricht. Als er darüber in Princeton im April 1954 vortragen wollte, erhielt er den Preprint von Yang und Mills und nahm zunächst von einer Veröffentlichung Abstand. Er veröffentlichte erst 1956, als er erkannte, dass Yang und Mills nur die Eichgruppe SU (2) behandelten, nicht allgemeine Liegruppen.
Die in seinem Aufsatz von 1956 entwickelte Eichtheorie der Gravitation benutzte die Lorentzgruppe SO (3,1) als Eichgruppe, was nicht befriedigend ist (der erhaltene Strom an den die Materie koppelt wäre der Drehimpuls). Die korrekte Eichgruppe, die Poincarégruppe (Lorentzgruppe plus Translationen), erkannten 1961 Dennis Sciama und T. W. B. Kibble.
Utiyama nahm an der Chapel-Hill Konferenz über Gravitation 1957 teil (und war 1960/61 als Gastwissenschaftler an der University of North Carolina in Chapel Hill).

## Schriften (Auswahl)
- Invariant Theoretical Interpretation of Interaction, Physical Review, Band 101, 1956, S. 1597, Abstract
- mit W. Tobocman: Conservation of Parity and New Particles, Physical Review, Band 98, 1955, S. 780
- A Theory of New Particles, Physical Review, Band 100, 1955, S. 248
- mit Bryce S. DeWitt: Renormalization of a Classical Gravitational Field interacting with Quantized Matter Fields., J Math Phys., Band 3, 1962, S. 608
- Quantum Theory and Gravity (PDF; 514 kB), 1964 (Gravity Research Foundation)